# Динамизм (литература)
Динами́зм (фр. dynamisme) — литературно-художественное направление, которое появлялось в первой четверти XX века. Динамизм как особая литературная школа сыграл относительно небольшую роль. Динамизм как особая школа был создан во Франции перед Первой мировой войной 1914—1918 годов. Изобретателем термина «поэтический динамизм», (фр. le dynamisme poétique, 1910) был поэт Госсе.

## Динамисты
- Госсе — поэт.
- Анри Гильбо — наиболее значительный из динамистов, глава школы и впоследствии автор многочисленных революционных стихотворений («Краскремль» и др.).

## Характеристика
Динамизм, как и родственные ему итальянский футуризм и немецкий активизм был ответом на развитие индустрии и урбанизацию. Динамизм в своей теории (статьи Госсе и Гильбо) и в практике боролся против сентиментализма, против пассеизма («статичности»), против самодовлеющего романтизма в литературе, и в первую очередь в лирике, за динамическую поэзию, отражающую темп и ритм («динамическую сущность») индустриальных городов. Вместо поэтической изысканности была введена в поэзию простота выражений, повседневный язык, и в частности техническая терминология. Динамисты пользовались свободным стихом и ритмической прозой как средством, дающим больше возможности выражать «могучий», «мощный» ритм индустриальной и урбанистической жизни. В тематическом отношении первое место у динамистов занимают машины, городские улицы, движение вообще и создающий и регулирующий это движение человек.
Через обобщённый образ этого действующего человека динамизм в поэзии Гильбо пришёл к изображению пролетариата. В первое время пролетариат в динамической поэзии играл роль не класса, а выступал в качестве только городской массы, представляющей для динамистов наиболее яркий поэтический образ человеческой динамики. В этот период немаловажную роль сыграло влияние поэзии Э. Верхарна. Впоследствии, когда Гильбо стал сторонником коммунистического движения и свою поэзию посвятил пропаганде идей коммунизма и пролетарской революции, динамизм как особая школа перестал существовать.